# Demodecidae
Famille
Les Demodecidae sont une des nombreuses familles d'acariens, appartenant à l'ordre des Trombidiformes.
Les deux espèces les plus connues de cette famille sont du genre Demodex, elles ont une forme inhabituellement allongée pour des acariens, leur habitat naturel est la peau humaine. Elles font partie du microbiote cutané humain avec bien d'autres microorganismes.
Le nom Demodicidae donné en 1855 a été changé en Demodecidae en tenant compte de l'étymologie grecque de Demodex. Hercule Nicolet (en) a probablement été influencé par les noms latins en -dex, -dicis.

## Description et mode de vie
Les Demodecidae sont des animaux minuscules vivant sur divers mammifères. Certaines espèces de Demodex ne vivent que dans des régions bien définies de leur hôte comme par exemple les glandes lacrymales, le conduit auditif externe, la langue.

## Taxonomieet classification
Selon BioLib (29 juin 2020) :
- genre Apodemodex Bukva, 1996
- genre Demodex Owen, 1843
- genre Epimyodex Fain & Orto, 1969
- genre Ophthalmodex F. S. Lukoschus & W. B. Nutting, 1979 (parasites des cils)
- genre Pterodex E. P. Ma & Y. L. Yuan, 1980
- genre Rhinodex Fain, 1959
- genre Soricidex V. Bukva, 1982
- genre Stomatodex Fain, 1959

## Espèces du genreDemodex
- Demodex brevis
- Demodex bovis
- Demodex canis
- Demodex caprae
- Demodex cati
- Demodex équitable
- Demodex folliculorum
- Demodex ovis
- Demodex phyloides